# Pegomya taiwanensis
Pegomya taiwanensis este o specie de muște din genul Pegomya, familia Anthomyiidae, descrisă de Masayoshi Suwa în anul 1984.
Este endemică în Taiwan. Conform Catalogue of Life specia Pegomya taiwanensis nu are subspecii cunoscute.